# Bundesvereinigung Veranstaltungswirtschaft
Der fwd: Bundesvereinigung Veranstaltungswirtschaft e. V., ehemals FAMAB Kommunikationsverband e. V., davor Verband Direkte Wirtschaftskommunikation, ist der Fachverband für fünf Unternehmenstypen im Veranstaltungswesen: Messebauunternehmen, Marketing-/Eventagenturen, Messearchitekten und -designer, Eventcatering-Unternehmen sowie jeweils deren Fach-Zulieferanten. Zugleich vertritt er die Belange der Branche gegenüber Politik, Wirtschaft, Wissenschaft und Medien. Er hat seinen Sitz in Rheda-Wiedenbrück.

## Geschichte
Er wurde 1963 als Fachverband Messe- und Ausstellungsbau – FAMAB gegründet. Der FAMAB repräsentiert über 250 qualitätsgeprüfte Mitgliedsunternehmen der Kommunikationsbranche mit circa 15.000 Mitarbeitern. Er bietet seinen Mitgliedern diverse Serviceleistungen und Fortbildungsmöglichkeiten. Des Weiteren führte er branchenspezifische Standards, Prozesse und Richtlinien ein.
Ursprünglich gliederte sich der Verband in die Unterkategorien FMA (Forum für Messebau und -auftritte), FDA (Forum für Design + Architektur), FME (Forum für Live-Marketing und Events), LECA (Forum für Event-Caterer) und das FLP (Forum für Partner des FAMAB wie technische Dienstleister, System-Anbieter, Durchführungsgesellschaften, Location-Anbieter etc.). Heute existiert keine solche Unterteilung mehr.

## Wettbewerbe
- Seit 2019 wurde mit dem International Festival of Brand Experience der BrandEx Award ins Leben gerufen. Er ersetzt den bis dahin umgesetzten FAMAB Award.
- Der Verband schreibt seit 2014 den FAMAB Award (ehemals ADAM- und EVA-Award) aus, der für ausgezeichnete Messeauftritte und Markenauftritte abseits von Messen (z. B. Markenwelten) vergeben wird.
- Das Forum Marketing-Eventagenturen im FAMAB schreibt jedes Jahr den EVA-Award aus, der für herausragende Marketing-Events und Maßnahmen der Live-Kommunikation vergeben wird.
- Das Forum LECA schreibt seit 2011 den LECA-Award für das beste Catering der Direkten Wirtschaftskommunikation aus.
- 2011 wurde auch erstmals der FAMAB New Talent Award (ehemals DAVID-Award), als Nachwuchspreis für Studenten mit den Studienrichtungen Marketing-, Medien-, Kommunikations- und Eventmanagement vergeben.

## Mitgliedschaften
- seit 1991 im AUMA, dem Ausstellungs- und Messe-Ausschuss der deutschen Wirtschaft
- seit 1990 im IFES, der International Federation of Exhibition and Eventservices in Brüssel. (Bei diesem internationalen Verband ist der FAMAB Gründungsmitglied.)

Assoziierte Mitgliedschaften bestehen
- zum EVVC (Europäischer Verband der Veranstaltungscentren)
- zur DTHG (Deutschen Theatertechnischen Gesellschaft)